# Niardo
Niardo est une commune italienne de la province de Brescia dans la région Lombardie en Italie.

## Administration

### Communes limitrophes
Braone, Breno (Italie), Losine, Prestine

## Jumelages
- Reggiolo (Italie) depuis 2012